# Sebastião Teles
Sebastião Custódio de Sousa Teles GCTE • CvA • ComA • GOA • ComSE (Faro, 27 de Julho de 1847 — Lisboa, 7 de Junho de 1921), mais conhecido por Sebastião Teles ou Sousa Telles, foi um oficial general do Exército Português, ajudante-de-campo honorário do rei D. Carlos e ligado ao Partido Progressista, que exerceu diversas funções políticas de relevo, entre as quais as de Ministro da Guerra, presidente do Conselho de Ministros e par do reino. Presidiu ao 58.º governo da Monarquia Constitucional, em funções entre 11 de abril e 14 de maio de 1909. Destacou-se ainda como escritor de assuntos militares, tendo sido lente e comandante da Escola do Exército. Foi irmão do general Casimiro Vítor de Sousa Teles e primo-irmão de Venceslau de Morais.

## Biografia
Filho do coronel Casimiro Vítor de Sousa Teles de Morais (Lisboa, Conceição Nova, 23 de Maio de 1805 - ?), neto materno dum francês, e de sua mulher Antónia Fortunata de Brito e Abreu (Albufeira, Albufeira, 6 de Maio de 1808 - Lisboa, São José, 29 de Julho de 1889), seguiu a carreira militar na arma de Infantaria.
Assentou praça como voluntário no Regimento de Infantaria N.º 17, em 6 de Janeiro de 1863. Promovido a alferes a 4 de janeiro de 1871, atingiu o posto de general de brigada a 20 de setembro de 1906, tendo passado ao quadro de reserva com o posto de general de divisão a 26 de dezembro de 1910. A sua carreira militar decorreu essencialmente junto dos órgãos centrais do Exército em Lisboa, tendo-se especializado no campo da logística e dos transportes militares. Realizou diversas missões de reconhecimento nas região entre o Douro e o Tejo e foi oficial encarregado de itinerários na Província da Estremadura, tendo nessa época estudado as implicações militares das novas vias férreas e estradas. Paralelamente dedicou-se ao ensino militar, tendo sido lente da Escola do Exército, instituição de que foi comandante. Exerceu ainda as funções de secretário da Comissão Superior de Guerra e de director-geral do Serviço de Estado-Maior. Foi membro da Comissão Consultiva de Defesa do Reino.
Dedicou-se aos estudos militares, sendo autor de diversas obras de grande relevo sobre organização das forças armadas e defesa nacional. A sua obra intitulada Introdução ao estudo dos conhecimentos militares foi distinguida com o Prémio D. Luís I da Academia Real das Ciências de Lisboa, sendo considerada de grande importância para o estudo do pensamento militar. O prémio, concedido por parecer de António Cândido e de José Dias Ferreira, destaca o papel da obra na difusão do positivismo de Auguste Comte para o campo dos conhecimentos militares, por ele encarados como uma ciência positiva, e a aplicação pioneira em Portugal dos modelos de classificação das ciências de Herbert Spencer e Émile Littré. A obra teve grande aceitação nos meios intelectuais portugueses, tradicionalmente avessos à temática militar, sendo comentada, entre outros, por Antero de Quental e Teófilo Braga, tendo este último proposto a admissão do autor como sócio da Academia das Ciências.
Tendo seguido uma carreira essencialmente dedicada aos estudos militares, não se lhe conhece actividade política até 1898, ano em que aceitou a pasta de Ministro da Guerra do 49.º governo da Monarquia Constitucional, presidido por José Luciano de Castro, o líder do Partido Progressista. Em funções entre 18 de agosto de 1898 e 25 de junho de 1900, protagonizou vários melhoramentos em todas as armas do Exército, com destaque para a aprovação da Lei de Reorganização do Exército de 13 de julho de 1899.
Voltou ao governo, na mesma pasta, como membro do 52.º governo da Monarquia Constitucional, também do Partido Progressista e presidido por José Luciano de Castro, em funções entre 20 de outubro de 1904 e 27 de dezembro de 1905. Apesar de efémero, como aliás a generalidade dos governos da época, este período corresponde à definitiva entrada do então coronel Sebastião Teles para a actividade política partidária. 
Voltou ao cargo de Ministro da Guerra, desta feita do 56.º governo da Monarquia Constitucional, o  governo da acalmação nomeado após o assassínio do rei D. Carlos e presidido pelo vice-almirante Francisco Ferreira do Amaral, tendo sido empossado a 4 de fevereiro de 1908 e exonerado a 25 de dezembro do mesmo ano. Com a queda do governo, transitou, na mesma pasta, para o 57.º governo da Monarquia Constitucional, desta feita presidido por Artur de Campos Henriques, em funções de 25 de dezembro de 1908 a 11 de abril de 1909.
Apesar da clara degradação da situação política, aceitou formar o 58.º governo da Monarquia Constitucional, acumulando o cargo presidente do Conselho de Ministros (equivalente ao actual primeiro-ministro) com o de Ministro da Guerra. Foi um governo efémero que durou apenas 33 dias, pois foi nomeado a 11 de abril de 1909 e exonerado a 14 de maio do mesmo ano. A demissão do governo foi precipitada pelo «incidente Caeiro da Mata», um dos mais bizarros incidentes da história parlamentar portuguesa despoletado quando o jovem deputado José Caeiro da Mata, do Partido Regenerador, se envolveu num duelo com Manuel Afonso de Espregueira, ex-Ministro da Fazenda, a quem, em plena sessão plenária do dia 10 de Março daquele ano de 1909, acusara de criminoso e de ter cometido uma fraude ao decidir um empréstimo à Companhia Real dos Caminhos-de-Ferro Portugueses, de que fora administrador e a que estava profissionalmente ligado. A 25 de Abril de 1909, apesar de ambos contendores terem saído ilesos, a maioria abandonou os trabalhos parlamentares, invocando a circunstância de Caeiro da Mata, ao regressar à Câmara dos Deputados, não apresentar desculpas pelo sucedido. Seguiu-se novo duelo, novamente sem ferimentos para os contendores, entre Caeiro da Mata e o líder da maioria parlamentar, Manuel António Moreira Júnior, mas a maioria continua a retirar-se da Câmara quando Caeiro da Mata pedia a palavra. Em resultado, o governo foi obrigado a demitir-se, o que contribuiu poderosamente para desacreditar a já agonizante monarquia, inadvertidamente apressando a implantação da República Portuguesa.
Apesar de ter entrado reticentemente na vida política, Sebastião Teles acabaria por se transformar num dos principais dirigentes do Partido Progressista, apontado como um dos candidatos à liderança do partido quando se julgou próxima a morte de José Luciano de Castro, vítima de uma prolongada e debilitante doença. A vontade de disputar a liderança progressista a Veiga Beirão explica a permanência de Sebastião Teles nos sucessivos governos nomeados em 1908 e 1909, numa tentativa de herdar o partido que se gorou dada a longevidade de José Luciano de Castro.
Foi elevado a Par do Reino, cargo de que tomou posse na sessão da respectiva câmara em 17 de Março de 1899. Como parlamentar privilegiou intervenções em matérias do foro militar, tendo integrado durante vários anos a comissão parlamentar de Guerra. Apesar disso, participou em diversos debates sobre política geral, especialmente na fase final da sua carreira parlamentar. Foi proponente de diversa legislação sobre matéria militar, com destaque para as questões de promoções, fardamentos e fixação de contingentes de recrutamento.
Após a proclamação da República Portuguesa a 5 de outubro de 1910, Sebastião Teles declarou aceitar as novas instituições, mas optou por abandonar em definitivo a actividade política. Faleceu em 1921.
A sua obra académica foi considerada notável e recebeu ao longo da sua carreira múltiplas distinções. Foi Cavaleiro, Comendador e Grande-Oficial da Real Ordem Militar de São Bento de Avis, Comendador da Real Ordem Militar de Sant'Iago da Espada e 317.° Grã-Cruz da Real Ordem Militar da Torre e Espada. Foi ainda condecorado com a Grã-Cruz da Ordem da Coroa da Prússia e da Alemanha e como Excelentíssimo Senhor Grã-Cruz da Ordem do Mérito Militar de Espanha.

## Obras publicadas
Foi autor, entre outras, das seguintes obras: 
- Organização do Estado-Maior do Exército. Lisboa, 1878.
- Fortificação dos Estados e defesa de Portugal. Lisboa, 1884.
- Introdução ao estudo dos conhecimentos militares. Lisboa, 1887.
- A fortificação e defesa do País. Lisboa, 1894.
- Discussão do bill de 1901. Lisboa, 1901.